# Obed Mensah Aguadze
Obed Mensah Aguadze (* um 1940) ist ein ehemaliger ghanaischer Fußballspieler auf der Position eines Flügelspielers. 

## Karriere
Der aus Ho, der Hauptstadt der Volta Region, stammende Obed Mensah Aguadze spielte in einer Schlüsselrolle für die Ho Mighty Eagles, die unter anderem im Jahr 1968 gegen die Cape Coast Mysterious Dwarfs im ghanaischen Fußballpokal unterlagen und als einer stärksten ghanaischen Mannschaften dieser Zeit galten. Des Weiteren trat er für die in den 1960er Jahren aufgelösten Real Republicans aus der Hauptstadt Accra in Erscheinung. Aufgrund seines Dribblings und seinem geschickten Spiel erhielt er den Rufnamen Brazil. Ebendort hatte er mit der ghanaischen Fußballnationalmannschaft von 1969 bis 1970 eine Trainingstour absolviert. Mit den Black Stars, so der Spitzname des Nationalteams, nahm er auch an der Qualifikation zum Afrika-Cup 1970 teil. Beim Turnier selbst gehörte er nicht zum ghanaischen Aufgebot; dort unterlagen die Ghanaer im Finale dem Sudan mit 0:1. Während seiner aktiven Zeit spielte er unter anderem an der Seite von Spielern wie Kwasi Owusu, Malik Jabir, Cecil Jones Attuquayefio oder Ibrahim Sunday. Seine Zeit im Nationalteam soll bis 1974 gewesen sein.
Im Jahr 2018 wurde er vom Club 50, einer sozialen Gruppe, in Zusammenarbeit mit dem Volta Regional Chapter der Sports Writers Association of Ghana (SWAG) zusammen mit Prince Amartey, einem ehemaligen Boxer und bislang letzten ghanaischen Olympiamedaillengewinner, für ihren Beitrag zum ghanaischen Sport geehrt. Neben einer Auszeichnung, einem Korb mit Toiletteartikeln und einer nicht näher definierten Geldsumme erhielt der mittlerweile gehbehindert gewordene einstige Nationalspieler auch einen Rollstuhl. Während der COVID-19-Pandemie wurden dem noch immer in Ho lebenden Aguadze von Vertretern der Volta Regional Football Association (VRFA) abermals Toiletteartikel sowie eine nicht näher definierte Geldsumme als Spende überreicht. Zusammen mit dem regionalen Fußballverband teilte er dann auf dem Ho Market, dem zentralen Marktplatz von Ho, Schutzmasken und Händedesinfektionsmittel aus.